# Гуаяпе (река)
Гуая́пе (исп. Río Guayape) — крупная река в Гондурасе.
Орошает бо́льшую часть департамента Оланчо и центральной части страны. Крупнейшим притоком Гуаяпе является Джалан, они сливаются в Эль-Пломо, недалеко от города Хутикальпа. Оттуда река протекает мимо множества маленьких городов, включая Эль-Эскилинчук.
Самый большой мост через Гуаяпе — это Пуэнте-дель-Бурро, современная конструкция из цемента, которая заменила огромный стальной подвесной мост, построенный Инженерными войсками США и разрушенный ураганом Митч в 1998 году. Ниже по течению Гуаяпе сливается с рекой Гуаямбре, и они образуют реку Патука.